# Diana Muldaur
Diana Charlton "Dinny" Muldaur, född 19 augusti 1938 i New York City, är en amerikansk skådespelare.

Muldaur är mest känd för sina roller som Rosalind Shays i Lagens änglar (som hon blev Emmy-nominerad för två år i rad),  Katherine Pulaski i Star Trek: The Next Generation, Joy i Born Free, Chris i McCloud och Alice i A Year in the Life. Hon hade under 1970-talet bärande roller i filmer som The Other, The Lawyer, McQ, Beyond Reason och One More Train to Rob.

## Privatliv
Muldaur är äldre syster till sångaren och låtskrivaren Geoff Muldaur, som är före detta make till sångerskan Maria Muldaur. Hon bodde i Los Angeles 1970–1991, och bor numera i Massuchusetts. Hon är faster till sångerskan/låtskrivaren Jenni Muldaur och sångerskan/låtskrivaren Clare Muldaur Manchon (från Clare & The Reasons).

## Karriär
Diana Muldaurs passion för skådespeleri började mycket tidigt och vid femton års ålder tillbringade hon sina semestrar med att arbeta på teatrar. Hon gick på college med avsikt att studera konsthistoria, men bytte efter en tid ämne och tog en examen i drama. Hennes första professionella länk till teatern var med APA, en teatergrupp baserad i New York och New Jersey som återskapar klassiska verk.
Hon var under flera år styrelsemedlem i Screen Actors Guild. Mellan 1983 och 1987 var hon ordförande för American Academy for Television Arts and Sciences.
Hennes roll i Lagens änglar, Rosalind Shays, blev särskilt bekant. Scenen då Shays förhållande med tidigare konkurrenten Leland McKenzie, spelad av Richard Dysart, upptäcktes rankades som trettioåttonde bästa scenen i TV:s historia av EGG Magazine. Scenen där Rosalind Shays dör rankades på 81:e plats när TV Guide listade TV-historiens 100 bästa ögonblick. EW.com rankade Shays död som det fjärde mest chockerande dödsfallet i TV-historien. 